# Cody Linley

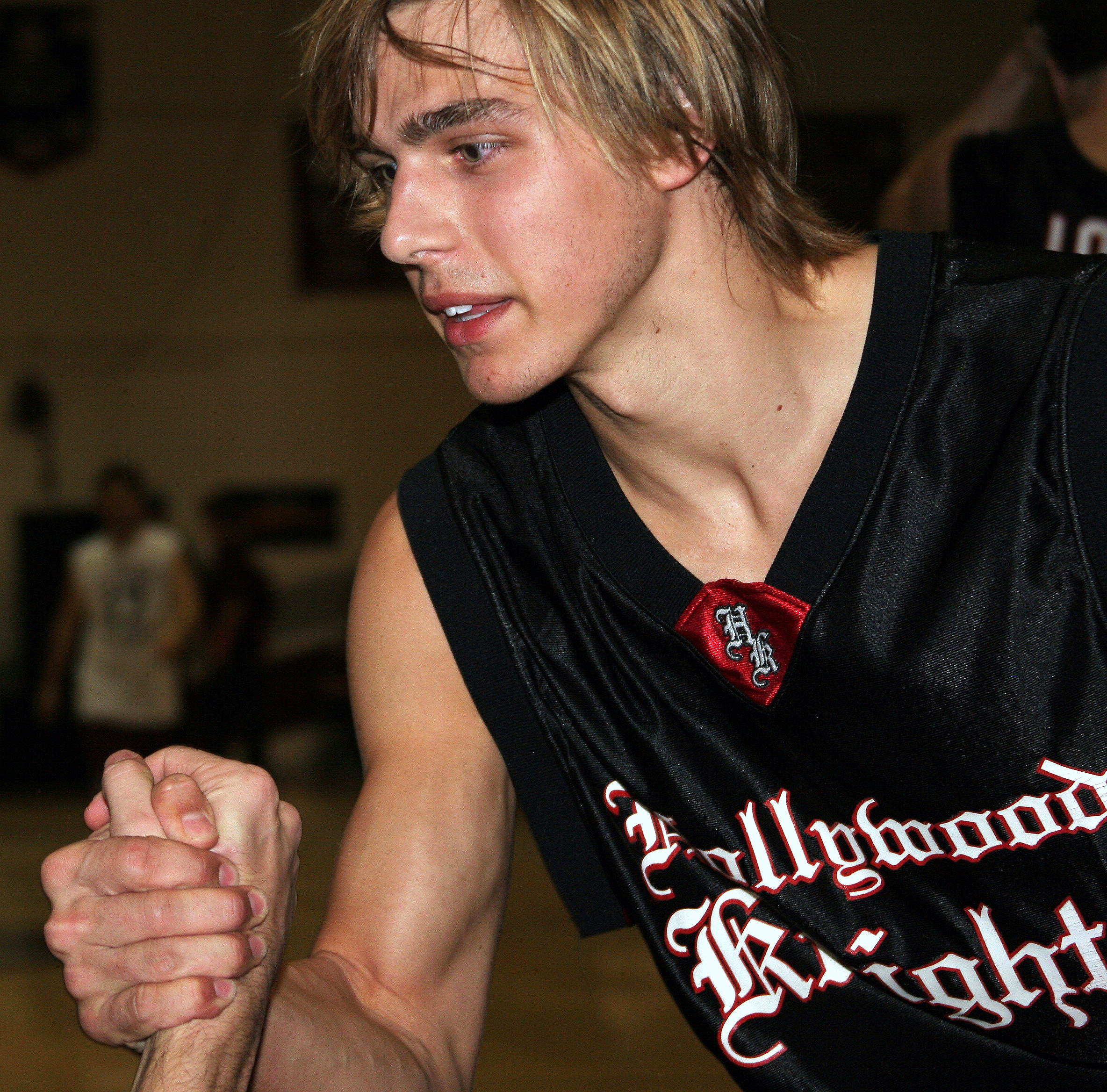
Cody Linley în 2010

Cody Martin Linley (n. 20 noiembrie 1989, Lewisville, Texas, Statele Unite) este un actor și cântăreț american. Linley a jucat în filme și a apărut în emisiuni TV, încă de la vârsta de 16 ani. În prezent locuiește în California, Statele Unite.